# هورست هاغن
هورست هاغن (بالألمانية: Horst Hagen)‏ (10 يناير 1950 في ألمانيا - ) هو لاعب كرة طائرة ألمانيا الشرقية وألمانيا (وحمل سابقاً جنسية ألمانيا الشرقية). شارك في كرة الطائرة في الألعاب الأولمبية الصيفية – مسابقة رجال ‏.

## وصلات خارجية
- هورست هاغن على موقع أوليمبيديا (الإنجليزية)